# Julio Núñez
Julio Núñez (Torrelavega, Cantàbria, 30 de juny de 1930 - Madrid, 17 de gener de 2008) va ser un actor espanyol de teatre, televisió, cinema i de doblatge.

## Trajectòria
Va començar a treballar en el teatre amb el Grup de Teatre Universitari de Santander i actuant en diverses obres teatrals en la ràdio. Amb la companyia Lope de Vega, a les representacions de la qual assistia com a espectador en la plaça porticada, somiant amb poder representar aquests personatges, va buscar una oportunitat i es va presentar davant don José Tamayo, dient-li que volia ser comediant. Aquest li va dir que aprengués uns versos i tornés l'endemà. Aquell següent dia, en acabar la representació, Julio Nuñez li va recitar uns versos de Otelo. La reacció de don José Tamayo va ser dir-li si estava disposat a debutar ja i el li va contestar que sí. Així va ser com li va donar el paper de galant en l'obra El Anticuario, amb la qual abandona la seva terra natal i per primera vegada recorre tot Espanya, actuant en diversos Festivals.
Va debutar com a actor cinematogràfic en la dècada de 1950, pràcticament al mateix temps que com a actor de doblatge, treball en el qual va prestar la seva veu a Peter O'Toole, Jack Palance i Omar Sharif, i en televisió en la sèrie Dinastia, on va doblar el personatge de Blake Carrington (John Forsythe), substituint a Francisco Sánchez, i també va ser el substitut de José Martínez Blanco com a veu de Gavin MacLeod a la sèrie The Love Boat. Un altre doblatge que li va fer molt popular va ser el de Claude Akins en el seu paper de Xèrif Lobo. Va arribar al món del doblatge de la mà de Vicente Bañó.
A part dels actors esmentats, va doblar Anthony Quinn, Tony Amendola, Philip Baker Hall, Vittorio Gassman, Ernest Borgnine, Peter Falk, Alfred Hitchcock, Hal Holbrook, Christopher Lee, George C. Scott, Max von Sydow, George Wallace… Va doblar més de 2000 títols.
En teatre va intervenir en el muntatge d' El embrujado i Ligazón (1969), de Valle-Inclán i va estrenar, entre d'altres, sengles obres d'Antonio Buero Vallejo: La doble historia del doctor Valmy (1976) i Música cercana (1989), així com El amor es un potro desbocado (1959), de Luis Escobar.
Encara que va intervenir en una dotzena de pel·lícules, el seu rostre no es va fer popular fins que es va fer habitual en programes dramàtics de RTVE des de mitjan 60, apareixent en nombrosos Estudio 1 i sèries com Sospecha, Fortunata y Jacinta i Juncal. Núñez va simultanejar totes dues ocupacions fins a la dècada dels 80, quan va decidir centrar-se en el doblatge.
La seva última aparició cinematogràfica va ser a A los que aman (1998), d'Isabel Coixet.
Viatja a Mèxic 2001 per a intervenir en diplomats artístics internacionals i deixa ensenyaments a actors de teatre a Mèxic com: Odoli Panama, Diario Vilchis, Fernando Zarama, Aldo Ceballos, Martha Luna, Veronica einston, Martin Flores, Efraín Gonzales 
Falleció d'una fallada cardíaca en Madrid el 17 de gener de 2008.

## Reconeixements
- XVII Premis de la Unión de Actores: premi per la seva trajectòria com a actor de doblatge.[4]